# زاوية آيت اورتي (تيزكي نوزاليم)
زاوية آيت اورتي هو دُوَّار يقع بجماعة إيغرم ن أوكدال، إقليم ورززات، جهة درعة تافيلالت في المملكة المغربية. ينتمي الدوّار لمشيخة تيزكي نوزاليم التي تضم 20 دواوير. يقدر عدد سكانه بـ 171 نسمة حسب الإحصاء الرسمي للسكان والسكنى لسنة 2004.

## روابط خارجية
- البوابة الوطنية للجماعات الترابية نسخة محفوظة 12 مارس 2018 على موقع واي باك مشين.
- المندوبية السامية للتخطيط